# Національні збори Кореї
Національні збори Республіки Корея (кор. 대한민국 국회, теханмінгук кукхве) — однопалатний національний законодавчий орган Південної Кореї. Мають 300 місць, з них 253 місця за одномандатними виборчими округами та 47 місць за пропорційним представництвом, з них 30 місць обираються за додатковою системою членства, а 17 – методом паралельного голосування.
Згідно з конституцією, парламент складається щонайменше з 200 членів, а кандидати на виборах до парламенту повинні бути не молодше 30 років. Термін повноважень становить 4 роки. На відміну від більш авторитарних Четвертої (1972–1981) та П’ятої республік та (1981–1987), за Шостої республіки парламент не може бути розпущена президентом.

## Керівництво та структура

### Спікер
Конституція передбачає, що асамблею очолюють спікер і два заступники спікера, які відповідають за прискорення законодавчого процесу. Вони обираються таємним голосуванням членами Асамблеї, термін їх повноважень обмежений двома роками. Спікер не залежить від партійної приналежності (порівняно з двома віце-спікерами, які пов’язані з двома провідними політичними партіями), а спікер і заступники спікера не можуть одночасно бути міністрами уряду.
Генеральний секретар Національних зборів є головою Секретаріату Національних зборів, який є відділом, який контролює справи Національних зборів. Вони є урядовцями, і до них ставляться як до міністрів. Як і у випадку з президентом Національних зборів, членство в партії обмежене, і він не повинен бути пов’язаним з жодною політичною партією протягом свого терміну перебування в парламенті.

### Переговорні групи
Партії, які мають щонайменше 20 місць в асамблеї, утворюють групи для переговорів (교섭단체), які мають низку прав, яких не мають менші партії. Вони включають більший обсяг державного фінансування та участь у самітах лідерів, які визначають законодавчий порядок денний.

### Комітети
Існує 17 постійних комітетів, які розглядають законопроекти та петиції, що підпадають під їхню юрисдикцію, а також виконують інші обов’язки, передбачені відповідними законами:
- Керівний комітет
- Комітет із законодавства та судочинства
- Комітет з національної політики
- Комітет зі стратегії та фінансів
- Комітет з освіти
- Комітет з науки, ІКТ, радіомовлення та зв'язку
- Комітет з закордонних справ і об’єднання
- Комітет з національної оборони
- Комітет з державного управління та безпеки
- Комітет з культури, спорту та туризму
- Комітет з питань сільського господарства, продовольства, сільських справ, океанів і рибальства
- Комітет з торгівлі, промисловості, енергетики, малого та середнього бізнесу та стартапів
- Комітет з охорони здоров'я та соціального забезпечення
- Комітет з охорони навколишнього середовища та праці
- Комітет із земельної інфраструктури та транспорту
- Комітет з розвідки
- Комітет з питань гендерної рівності та сім'ї

## Законодавчий процес
Оскільки законодавча влада належить Національним зборам, повноваження приймати та вносити зміни до законів належить до найважливіших повноважень Національних зборів. Законопроекти можуть вноситися членами Національних зборів або Уряду. Коли член Національних зборів пропонує законопроект, необхідно схвалення принаймні 10 членів. Коли уряд подає законопроект, він повинен пройти обговорення.
Національні збори обговорюють і ухвалюють законопроекти. Голова Національних Зборів доповідає запропонований законопроект на пленарному засіданні і перед внесенням на пленарне засідання передає його на розгляд у відповідну постійну комісію. Результати розгляду тут не можуть бути винесені на пленарне засідання, а якщо протягом 7 днів з дня повідомлення про рішення комітету на пленарному засіданні, без урахування періоду перерви, звернеться 30 і більше депутатів, законопроект повинен бути винесений на пленарне засідання. Якщо такої вимоги немає, розгляд відхиляється. На пленарному засіданні законопроект приймається за участі більшості членів і схвалення більшістю присутніх членів.
Законопроект, прийнятий Національними зборами і переданий до уряду, має бути підписаний і оприлюднений Президентом протягом 15 днів, і, якщо не передбачено інше, він набуває чинності через 20 днів з дня промульгації. Проте, якщо є заперечення щодо поданого законопроекту, Президент може повернути його до Національних зборів разом із письмовим запереченням і вимагати повторного розгляду. Якщо законопроект приймається за участі більшості членів Національних зборів і схвалення більш ніж двома третинами присутніх членів, законопроект підтверджується як закон. Якщо ні, розгляд відхиляється. Це називається вето Президента щодо законопроекту, і Президент не може накласти часткове вето або вето на законопроект із поправками.

## Функції
На відміну від парламентів Сполучених Штатів і Сполученого Королівства, які збираються кожного дня в році, за винятком канікул, Національні збори Кореї збираються на регулярні та спеціальні сесії.
В епоху Конституції Юсін було передбачено, що Національні збори можуть скликатися не більше ніж на 150 днів на рік. Нинішня система скасовує обмеження на кількість днів на річну сесію, дозволяючи Національним зборам збиратися щодня.
З іншого боку, Конгрес США має дворічний термін повноважень, причому перший рік називається першою сесією, а другий рік — другою сесією. Немає різниці між регулярними та позачерговими зборами. Президент ніколи не скликає позачергову сесію. Після дворічного терміну Палата представників і одна третина Сенату змінюються поетапно. Оскільки вони знаходяться на сесії цілий рік і мають імунітет від арешту під час сесії, по суті, члени Національних зборів мають імунітет від арешту протягом усього терміну повноважень. Сполучені Штати, Велика Британія, Німеччина, Нідерланди, Італія та Люксембург прийняли систему щорічних сесій.
Чергова сесія Національних зборів скликається один раз на рік у порядку, встановленому законом, а позачергова сесія Національних зборів скликається на вимогу Президента або не менше однієї чверті членів Національних зборів. Чергова сесія не може перевищувати 100 днів, а позачергова – 30 днів. Якщо Президент вимагає проведення позачергового засідання, він вказує період і причину запиту про проведення засідання.
Звичайна сесія відкривається 1 вересня кожного року (наступного дня, якщо цей день є державним святом), і така сесія триває 100 днів. Тимчасова сесія відкривається на прохання Президента або більше однієї чверті членів Національних зборів, або на вимогу більш ніж однієї чверті членів Національних зборів провести державний аудит. Такаесія триває 30 днів.

## Повновження
Національні збори можуть запропонувати конституційну поправку за пропозицією більшості своїх членів, і як президентський, так і депутатський законопроекти повинні бути схвалені більшістю у дві третини або більше присутніх членів і повинні бути подані на національний референдум протягом 30 днів.
Договори, укладені та оприлюднені відповідно до Конституції та загальновизнаних міжнародних прав, мають таку саму силу, що й акти національного права.
Фінансові повноваження
Конституція Республіки Корея приймає фіскальний парламентський принцип, який стверджує, що доходи та витрати національних фондів, необхідні для виживання нації, повинні здійснюватися на основі резолюції Національних зборів, оскільки вони мають значний вплив на людей. Принцип податкового права полягає в тому, що податки повинні справлятися відповідно до закону, а види і ставки податків визначаються законом.
Уряд готує план бюджету на кожен фінансовий рік і подає його Національним зборам за 90 днів до початку фінансового року, а Національні збори приймають рішення про нього не пізніше ніж за 30 днів до початку фінансового року. Національні збори мають право переглядати проект урядового бюджету під час обговорення законопроекту про бюджет, але це право перегляду в принципі обмежується повним скороченням кожної статті витрат бюджету або видаленням статті. Збільшення суми або встановлення нової статті видатків кошторису можливе лише за згодою уряду.
Резервний фонд повинен бути затверджений Національними зборами в повному обсязі, а його витрати повинні бути затверджені наступними Національними зборами.
При розміщенні державних облігацій уряд повинен отримати попередню згоду Національних зборів. Згода Національних зборів на державні облігації може бути отримана на загальних умовах на загальну суму річного бюджету, а не кожного разу, коли випускається облігація.
При укладанні договору, який буде обтяжувати державу поза бюджетом, необхідно отримати попередню згоду Національних зборів. Контракт, який буде тягарем для держави поза бюджетом, — контракт, який призведе до того, що держава матиме борг, що триватиме на період, що перевищує один фінансовий рік.
Ревізійна рада щорічно перевіряє розрахунки надходжень і видатків і звітує про результати перед Президентом і Національними зборами на наступний рік. Мета полягає в тому, щоб зробити повноваження Національних зборів над фінансами ефективними шляхом перевірки остаточних рахунків, які є результатами виконання бюджету, затвердженого Національними зборами.
Загальнодержавні повноваження
Національні збори мають широкі повноваження для моніторингу Уряду щодо загальних державних справ:
- давання згоди на призначення прем'єр-міністра;
- вимога присутності прем'єр-міністра та членів Уряду, постановлення їм питань;
- рекомендування звільнення прем'єр-міністра та членів Уряду;
- надання надзвичайних фінансово-господарські розпоряджень;
- вимога скасування воєнного стану;
- давання згоди на оголошення війни;
- відправка збройних сил за кордон і розгортання іноземних військ;
- перевірка та розслідування державних справ;
- імпічмент.

## Вибори
Вибори до Національних зборів проводяться кожні 4 роки. Останні парламентські вибори відбулися 10 квітня 2024 року. Нинішні Національні збори провели своє перше засідання, а також розпочали свій нинішній чотирирічний термін повноважень 30 травня 2024 року. Поточний спікер був обраний 05 червня 2024 року.